# Провиантская улица (Санкт-Петербург)
Провиа́нтская у́лица — улица в Петроградском районе Санкт-Петербурга. Проходит от проспекта Добролюбова до Мытнинской площади.

## Название
Провиантская улица образовалась на месте проезда от солдатских слобод, находившихся за нынешним Большим проспектом Петроградской стороны, к провиантским магазинам Мытного двора. Здесь хранился закупленный провиант, который затем поставлялся в троицкий, мытнинский и другие магазины. Нынешнее название улица получила во второй половине XIX века.

## История
С 1849 года улица входила в состав Мытнинского переулка, а в 1877 году получила самостоятельное название — Провиантская. Сам Мытный двор, то есть таможня, находился между современными проспектом Добролюбова и Мытнинской набережной, а в провиантских магазинах торговали конфискованными продуктами.
Когда улица стала Провиантской, таможни в этом районе уже не было. Она переехала в новый Торговый порт на Гутуевском острове, наименование же проезда перешло с соседней, тоже Провиантской, улицы, существовавшей с 1828 года и в 1887 году вошедшей в Церковную улицу (ныне улица Блохина).

## Интересный факт
Провиантской улицей с 1769 года по 1776 год назывался Конногвардейский переулок, расположенный в Адмиралтейском районе Санкт-Петербурга, по запасным провиантским «магазейнам для воспоможения неимущих», располагавшихся у Крюкова канала.

## Транспорт
Улица находится в шаговой доступности от станций метро  «Горьковская» и  «Спортивная».
В радиусе 500 метров от улицы находятся остановки следующих маршрутов общественного транспорта:
- автобус № 10, 128, 191;
- трамвай № 6, 40;
- троллейбус № 1, 7, 9, 31.